# Louis II du Bouchet de Sourches
Louis II du Bouchet de Sourches, 3e marquis de Sourches (1746), comte de Montsoreau, né le 25 novembre 1711 et mort le 9 avril 1788, est un militaire et un grand officier de la monarchie française.

## Biographie
Il est le fils unique de Louis Ier du Bouchet de Sourches (1666-1746), marquis de Sourches, et de la marquise née Jeanne Agnès Thérèse Pocholles du Hamel.
Dès 1719, alors qu'il n'était âgé que de huit ans, il reçoit la survivance de l'office de Grand prévôt de France exercé par son père, qui le lui transmet effectivement en 1746. 
Il est lieutenant général des armées du roi et chevalier de l'Ordre du Saint-Esprit le 1er janvier 1773.
Entre 1747 et 1750, il fait transformer et redécorer dans le style Rocaille son château d'Abondant à Abondant (Eure-et-Loir), en faisant appel à l'architecte parisien Jean Mansart de Jouy.
De 1763 à 1786, il fait construire par l'architecte du roi Gabriel de Lestrade, secondé par l'architecte manceau Jean-François Pradel, le château de Sourches à Saint-Symphorien dans la Sarthe, de style néoclassique.

### Mariages et descendance
Le 13 février 1730, il épouse Charlotte Antoinette de Gontaut-Biron (Paris, 1er juin 1711 - château de Rambouillet, 6 juillet 1740), fille de Charles Armand de Gontaut, marquis puis duc de Biron, lieutenant général des armées du Roi, maréchal de France, chevalier des ordres du Roi, et de Marie Antonine de Bautru de Nogent. Elle lui donne quatre filles :
- Louise Antonine du Bouchet de Sourches (1733-1761), mariée en 1745 avec Philippe Joseph Alexandre Le Vasseur de Guermonval, marquis d'Esquelbecq ;
- Armande Ursule du Bouchet de Sourches (1734-1768), mariée en 1752 avec Louis François René, comte de Virieu ;
- Judith (1736-1772), mariée en 1755 avec Anne Joachim Annibal de Rochemore, comte de Saint-Rémèse.
- Marie Louise Victorine du Bouchet de Sourches (1739-1794), mariée avec Joseph Florent, marquis de Vallière.

Veuf en 1740, il se remarie dès l'année suivante avec Marguerite Henriette Desmarets de Maillebois (1721-1783), fille de Jean-Baptiste Desmarest, marquis de Maillebois, maréchal de camp, maréchal de France, chevalier de l'ordre du Saint Esprit, et de Louise Marie Emmanuelle de Tourzel d'Alègre, dame d'honneur de Mesdames de France. Elle était la petite-fille d'Yves d'Alègre, marquis de Tourzel, lieutenant-général des armées du Roi, maréchal de France. De ce mariage, sont issus trois fils et une fille :
- Louis Emmanuel du Bouchet de Sourches (1742-1755), marquis de Tourzel[3] ;
- Louis François du Bouchet (1744-1786), comte de Sourches, marquis de Tourzel, marié en 1764 avec Louise Élisabeth Félicité de Croy d'Havré (1749-1832), la célèbre gouvernante des Enfants de France, créée duchesse héréditaire de Tourzel en 1816, dont postérité ;
- Yves Marie du Bouchet (1749-1818), comte de Montsoreau, marié avec Marie Charlotte Françoise Lallement de Nantouillet (1760-1818) ;
- Jeanne Madeleine Thérèse du Bouchet de Sourches (1743-1765), mariée en 1763 avec Melchior Cérice François de Vogüé (1732-1812), marquis de Vogüé.